# Areni-1

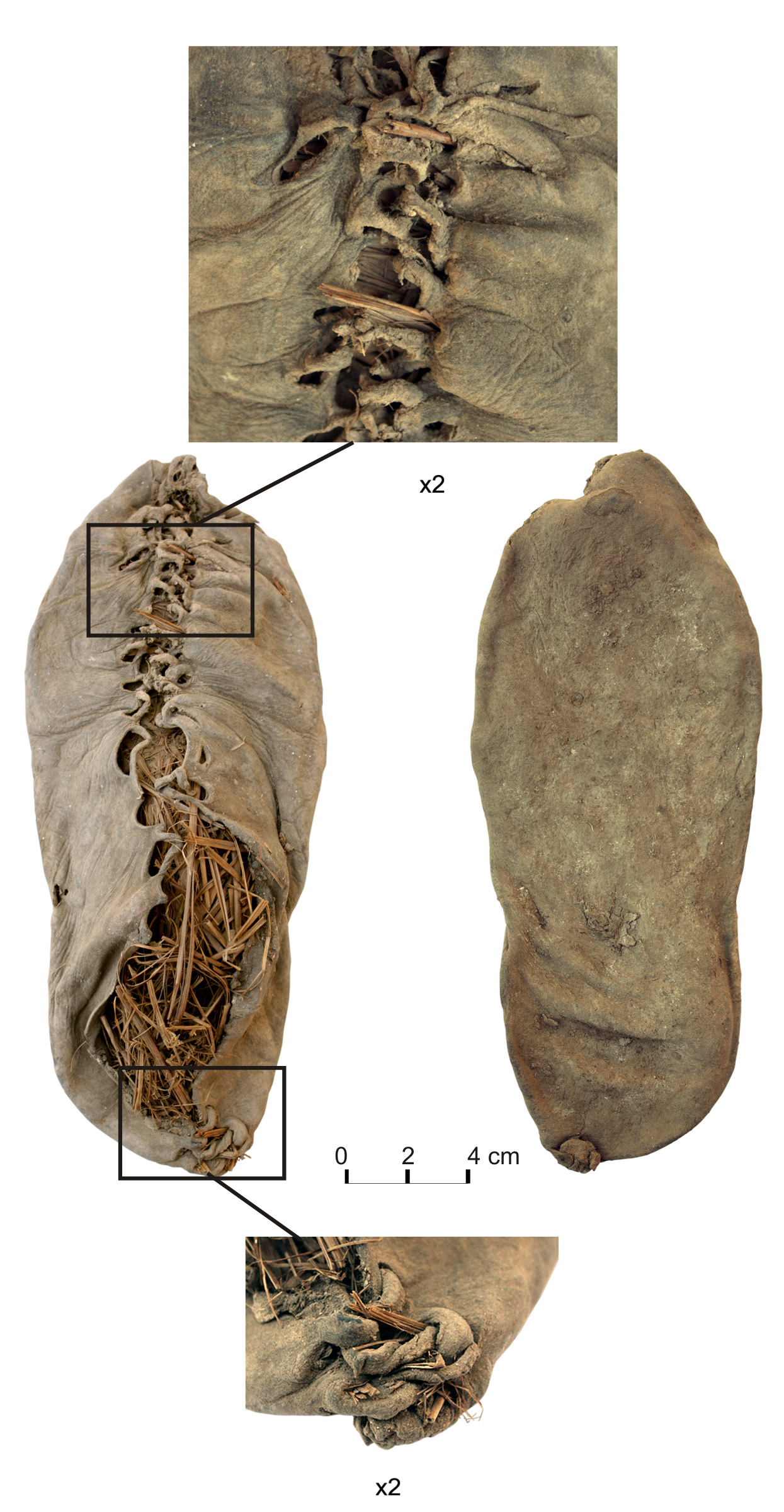
Zapato de 5500 años de antigüedad de Areni-1

Areni-1 es una cueva situada junto a la población de Areni, en Armenia, en el valle del río Arpa, en la provincia de Vayots' Dzor. En el interior de la gruta se han encontrado un zapato de cuero de hace 5500 años y una prensa de vino de la misma época. Pertenecen a la cultura de Kura Araxes (KA), en el principio de la Edad del Bronce en el sur del Cáucaso.
Desde el año 2008, el yacimiento ha revelado diversos artefactos prehistóricos, aunque el más destacable es el calzado, varios cientos de años más antiguo que el del hombre de Ötzi, pero no tanto como unas sandalias encontradas en Oregón de 10.000 años de antigüedad.
El descubrimiento lo ha llevado a cabo un equipo internacional dirigido por Boris Gasparyan, arqueólogo del Instituto de Arqueología y Etnología de la Academia Nacional de Ciencias de la República de Armenia.
Las excavaciones han sacado a la luz una bodega con una antigüedad de 6100 años, con una prensa, cubas de fermentación y una cuba de arcilla rodeada de pepitas de uva y restos de uvas prensadas, así como tazones de cerámica y un cuenco.
En 2011 se descubrió parte de una falda de paja en buen estado de 3900 a. C.

Areni-1
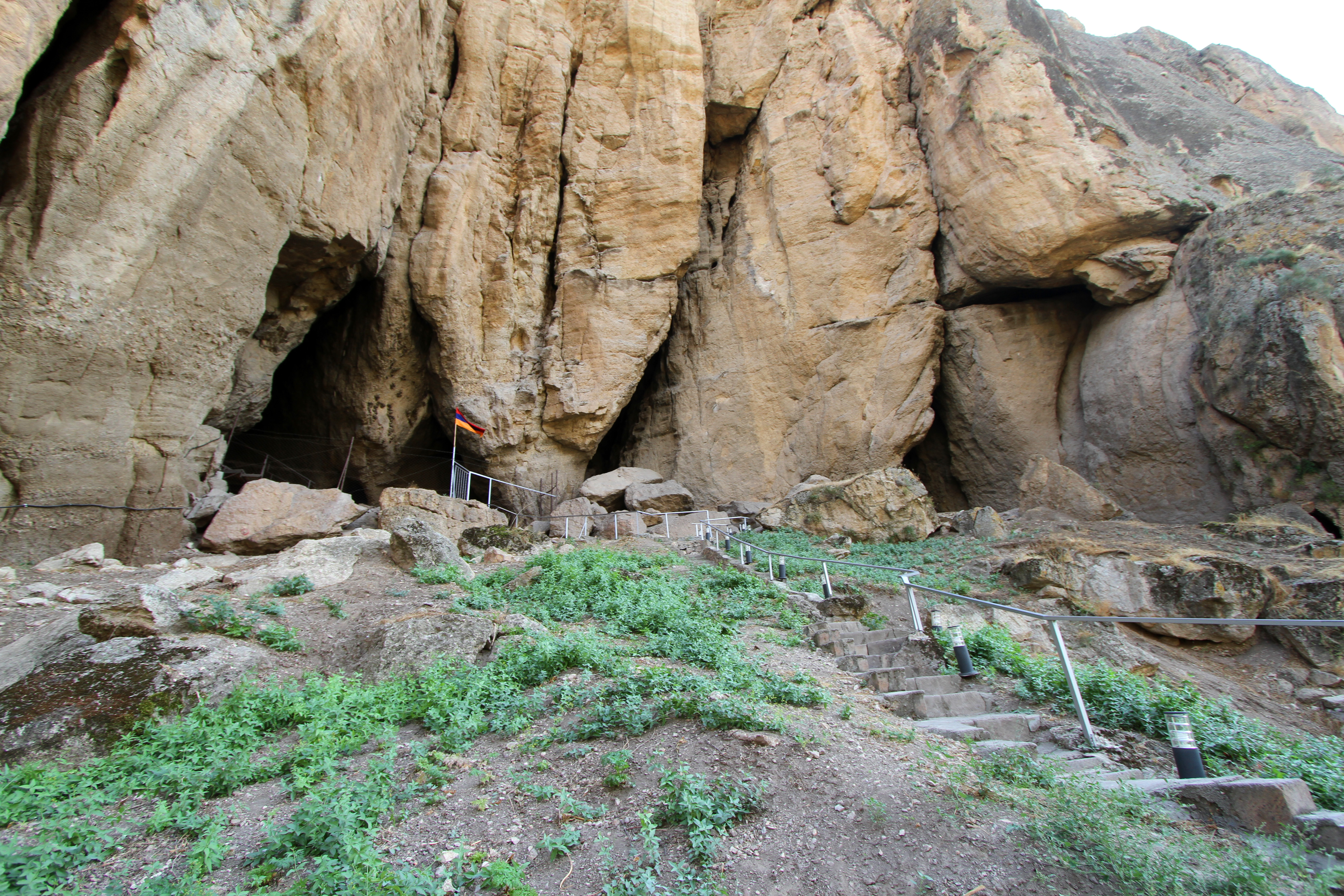
Entrada
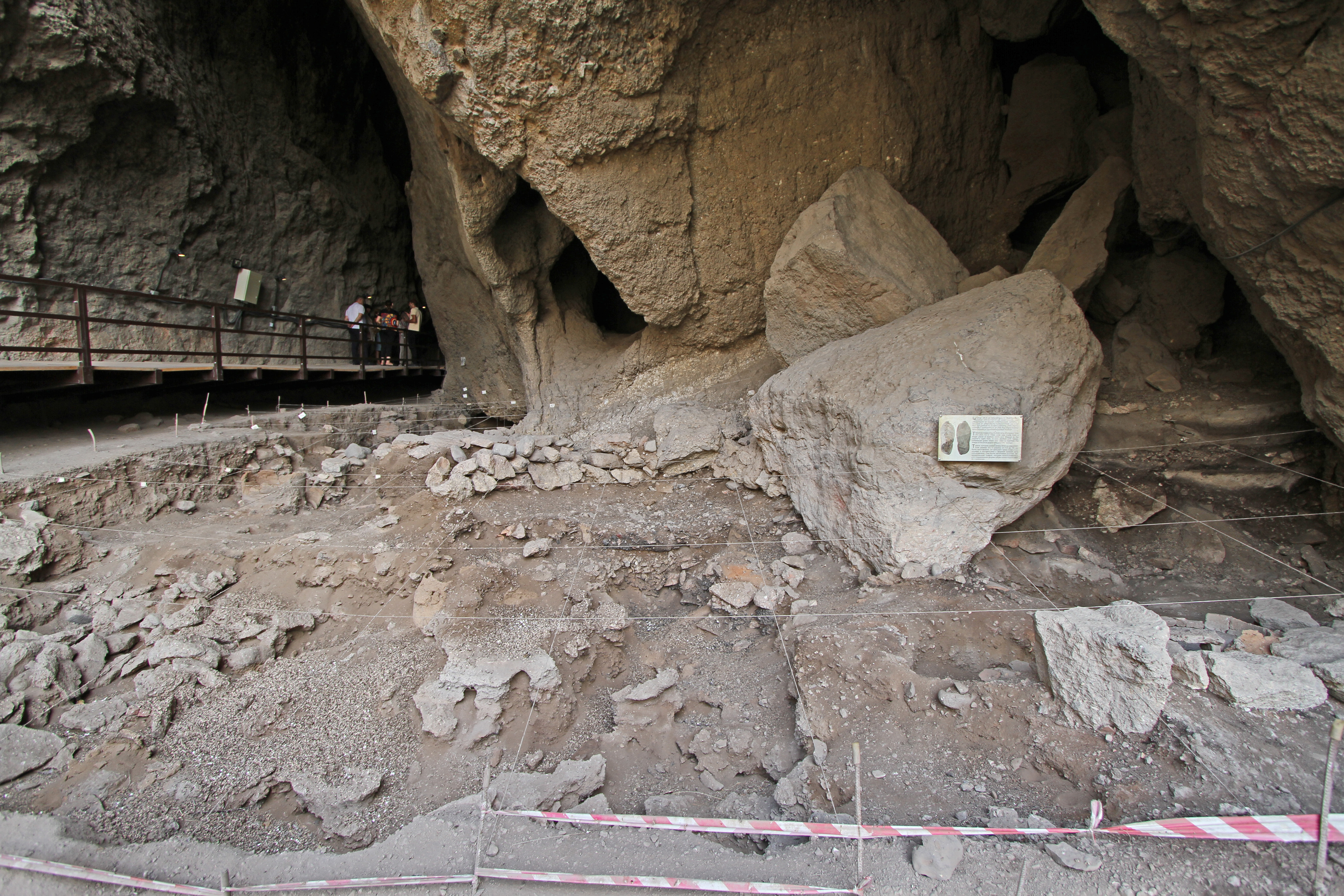
Excavaciones
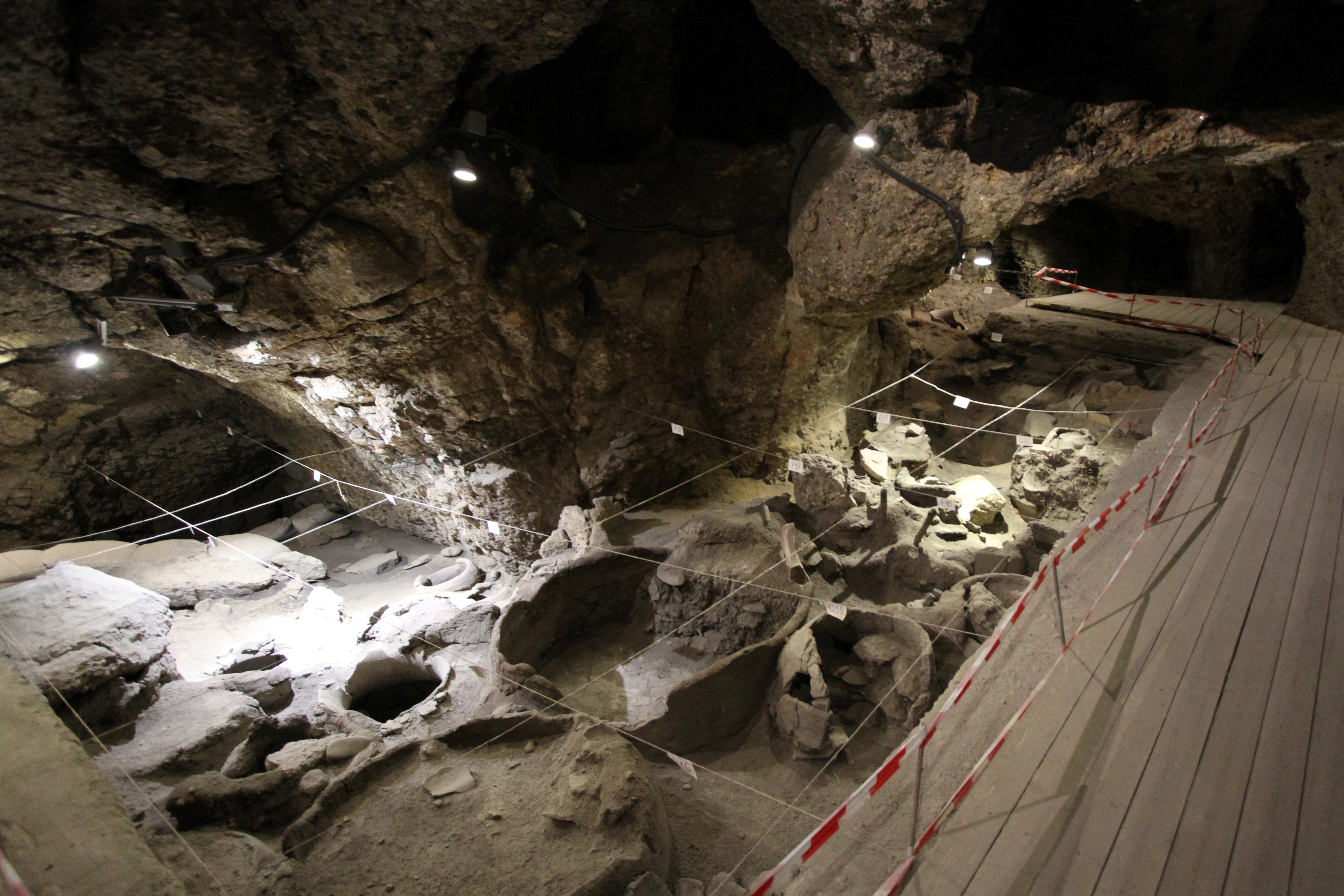
Bodega